# Rodrigo Taddei
Rodrigo Ferrante Taddei, född 6 mars 1980 i São Paulo, Brasilien, är en brasiliansk fotbollsspelare som representerar AS Roma dit han kom från AC Siena 2005. Taddei spelar som högermittfältare eller högerback och har tröjnummer 11 i Roma.

## Privatliv
1997 flyttade Taddei ifrån Brasilien med sikte till Europa. Taddei hade som mål att slå sig in i ett europeiskt topplag. Det blev Roma, några år senare. Taddei är inte en väldigt offentlig person och har därför undvikit att synas ute på restauranger de senaste 8 åren. 